# Seymour Cassel
Seymour Joseph Cassel (ur. 22 stycznia 1935 w Detroit, zm. 7 kwietnia 2019 w Los Angeles) − amerykański aktor i producent filmowy, nominowany do Oscara za rolę drugoplanową w filmie Twarze (1968).

## Życiorys
Urodził się w Detroit (stan Michigan), jako syn Pancretii Ann (z domu Kearney) i Seymoura Josepha Cassela. Studiował w American Theatre Wing i Actor’s Studio.
Zadebiutował w dramacie Johna Cassavetesa Cienie (Shadows, 1959), którego był także producentem. Wkrótce pojawił się w obsadzie innych filmów Cassavetesa; Spóźniony blues (Too Late Blues, 1961), był nominowany do Oscara za rolę starzejącego się hipisa w dramacie Twarze (Faces, 1968), a później zagrał Moskowitza w dramacie Minnie i Moskowitz (Minnie and Moskowitz, 1971).
Cassel kontynuował rolę w ciągu następnych kilku dekad, grając m.in. w filmach: Zabójcy (The Killers, 1964) w reżyserii Dona Siegela (według powieści Ernesta Hemingwaya) z Lee Marvinem, Angie Dickinson i Ronaldem Reaganem, komediodramacie Barry’ego Levinsona Wet za wet (Tin Men, 1987) i dreszczowcu Dennisa Hoppera Barwy (Colors, 1988) z Seanem Pennem, a także nakręconych dla telewizji produkcjach, w tym Ścigany (The Fugitive, 1967), Star Trek: Następne pokolenie (1988) jako porucznik komandor Hester Dealt, Matlock (1988), W kręgu podejrzeń (Under Suspicion, 1994–1995) jako porucznik Mickey Schwartz, Szpital Dobrej Nadziei (1997) czy Ostry dyżur (2007).

## Filmografia
- 1959: Shadows
- 1968: Faces
- 1968: Coogan's Bluff
- 1970: The Revolutionary
- 1971: Minnie and Moskowitz
- 1976: The Killing of a Chinese Bookie
- 1977: Black Oak Conspiracy
- 1977: Death Game
- 1978: Opening Night
- 1978: California Dreaming
- 1978: Konwój
- 1979: Mr. Mike’s Mondo Video
- 1979: Sunburn
- 1981: King of The Mountain
- 1984: Love Streams
- 1986: Eye of the Tiger
- 1989: Wicked Stepmother
- 1991: Biały Kieł
- 1992: In the Soup
- 1992: Honeymoon in Vegas
- 1993: Niemoralna propozycja
- 1996: Trees Lounge
- 1997: Obsession (niemiecka TV)
- 1998: Rushmore
- 2000: Gniazdo os
- 2001: The Royal Tenenbaums
- 2002: The Burial Society
- 2002: Passionada
- 2002: Stealing Harvard
- 2003: Stuck on You
- 2004: The Life Aquatic with Steve Zissou
- 2005: The Wendell Baker Story
- 2006: Artie Lange's Beer League
- 2007: Postal
- 2008: Kochać i umrzeć (film TV)
- 2011: Nie ma lekko

## Pozostałe informacje
Seymour Cassel nadał przydomek „Slash” brytyjskiemu gitarzyście rockowemu, Saulowi Hudsonowi (Guns N’ Roses).